# الکسیس تباکس
الکسیس تباکس (انگلیسی: Alexis Thébaux؛ زادهٔ ۱۷ مارس ۱۹۸۵) بازیکن فوتبال اهل فرانسه است.
از باشگاه‌هایی که در آن بازی کرده‌است می‌توان به باشگاه فوتبال کان، باشگاه فوتبال دیژون، باشگاه فوتبال استاد برستوا ۲۹، باشگاه فوتبال نانت، و باشگاه فوتبال پاریس اف سی اشاره کرد.
وی همچنین در تیم ملی فوتبال زیر ۲۱ سال فرانسه بازی کرده‌است.